# تصفيات كأس الأمم الإفريقية تحت 17 سنة 2019
تصفيات كأس الأمم الأفريقية تحت 17 سنة 2019 هي مسابقة الرجال تحت 17 سنة لكرة القدم للرجال والتي ستقرر الفرق المشاركة في كأس الأمم الأفريقية تحت 17 سنة 2019.
وسيتأهل 8 منتخبات للمشاركة في الدورة النهائية، بما في ذلك تنزانيا التي تأهلت تلقائيا كمضيف.

## الفرق
في يوليو 2017 ، قرر الاتحاد الأفريقي لكرة القدم أن المسابقة المؤهلة يجب أن تقسم إلى منافسات إقليمية. ولكي يتأهل، يمكن للأعضاء الـ 54 في الاتحاد الأفريقي أن يدخلوا في التصفيات المؤهلة للبطولة في منطقتهم.